# JQuery
jQuery là một thư viện JavaScript được thiết kế đơn giản hóa thao tác HTML DOM, cũng như xử lý sự kiện, hoạt ảnh CSS, và Ajax. Nó là phần mềm mã nguồn mở, miễn phí sử dụng giấy phép MIT License. Tính đến tháng 5 năm 2019, jQuery được 73% trong số 10 triệu trang web phổ biến nhất sử dụng. Phân tích web chỉ ra rằng nó là thư viện JavaScript được triển khai rộng rãi nhất với tỷ suất lợi nhuận lớn, có mức sử dụng nhiều hơn ít nhất 3 đến 4 lần so với bất kỳ thư viện JavaScript nào khác.